# لوترولد
لوترولد (به هلندی: Lutterveld) یک منطقهٔ مسکونی در هلند است که در بورن (هلند) واقع شده‌است.